# 小尾渚沙
小尾 渚沙（おび なぎさ、1989年〈平成元年〉12月30日 - ）は、日本の女性フリーアナウンサー。芸能事務所の三桂がマネジメントしている。

## 来歴
千葉県千葉市出身。2012年立教大学文学部史学科卒業後、山陽放送へアナウンサーとして入社する。
山陽放送で2013年4月から2014年3月まで『RSKイブニングニュース』のキャスター、2014年4月から2015年3月まで「笑味（えみ）ちゃん天気予報」などを担当したが、2015年3月に退社。
同年4月、文化放送入社。同期は西川文野と八木菜緒で、同期3人の音楽ユニット『JOQgiRl』として、2016年3月27日にCD『勤労感謝 to me!』を発売した。文化放送では『くにまるジャパン』のアシスタント、2017年4月に開始した新番組『The News Masters TOKYO』で初代アシスタントなどを担当したが、2018年3月31日に退社。4月1日から三桂所属のフリーアナウンサーとして活動を始めた。
2022年10月29日放送の『おびハピ!』（NACK5）の番組内で、かねてから交際していた男性と結婚したことを発表した。
2025年1月11日、第1子妊娠を報告した。5月24日、第1子男児を出産。8月2日、『おびハピ!』で仕事復帰。

## 人物
- 「おびちゃん」[1]と愛称される。
- ハンドケアセラピスト、アスリートフードマイスター、英検2級、漢検2級[1]などの検定に合格し、自身を「資格・検定オタク」[12]と語る。
- 大学でサッカーサークルのマネージャー[1]を務めた。
- 三浦知良の著書『やめないよ』で夢を追い続ける姿勢に感動してファン[13]となる。
- 名前の『渚沙』は、レコード会社に勤務する父が音楽バンドのTUBEを担当したことから、前田亘輝が名付けた[14][15]。
- 文化放送で、同期入社の西川[4]と共に男女を通じて同局初の平成生まれのアナウンサーだった。
- フラダンス、読経、ビールの早飲み、ビールを黄金比で注ぐ、ハンドマッサージ、尺八[1]などを特技としている。尺八はもともと山陽放送時代に習っていたが[16]、あらためて2021年より神永大輔（和楽器バンド）に弟子入りした。
- The BAY☆LINEで小尾が紹介したあらゆるエピソードや、得意の利きビールで全銘柄完璧に外したという失態から、リスナーに「ポンコツ」と言われる。同日急遽行ったリスナー投票による調査の結果、他のリスナーにも同意見が多く無事 " ポンコツ " 認定される。 なお、本人曰くポンコツと言われたのは人生で初めてとの事。
- 小尾がThe BAY☆LINEで紹介したポンコツエピソードの１つに、贔屓にしている整体師から当時交際していた彼の生霊が取り憑いてると言われ、助言に従い自宅に盛り塩をしていた。

## 出演番組

### 現在

#### テレビ
- 諸見里しのぶ 実践 ゴルフテク!（BS11） 進行

#### ラジオ
- THE FLINTSTONE（bayfm） - パーソナリティ（2019年10月5日 - ）
- Saturday Morning Radio おびハピ!（NACK5） - パーソナリティ（2020年4月4日 - ）

### 過去

#### 山陽放送時代
- RSKイブニングニュース - アナウンス（2013年4月 - 2014年3月）
- RSK地域スペシャル メッセージ
- 笑味（えみ）ちゃん天気予報
- ごごラジViViッと!
- RSKニュース（随時）
- RSKラジオニュース（随時）

#### 文化放送時代
- くにまるジャパン - 水曜パートナー（2015年4月1日 - 2016年9月28日）
- なかじましんや 土曜の穴 - 初代アシスタント（2015年4月4日 - 2017年4月1日）[17]
- オトナカレッジ（2015年9月29日 - 2016年3月25日）[12][18]
  - オビナビ〜小尾渚沙の資格・検定ナビ（ミニコーナー）
  - オビナビ〜小尾渚沙のPRナビ（ミニコーナー）
- 文化放送プラスチューン サタデー - DJオビーとして出演（2016年1月2日 - 3月26日）[19]
- 就職戦士ブンナビ! - パーソナリティ（2016年3月3日 - 2017年6月22日）
- グッチ裕三 今夜はうまいぞぉ! - 「グッチ裕三 きょうも琴伝流」コーナー不定期出演（2016年3月28日 - 9月19日）
- 近藤真彦 くるくるマッチ箱 - アシスタント（2016年3月29日 - 2018年3月27日）
- 吉田照美 飛べ!サルバドール - 金曜リポーター（2016年9月30日 - 2017年3月24日）
- 愛加あゆ 琴伝流 音楽のコト - レギュラー（2016年10月1日 -  2017年10月1日）[20]
- The News Masters TOKYO - 初代アシスタント（2017年4月3日 - 2018年3月30日）
- くにまるジャパン 極 - デイリー「ホッと」トピックスコーナー木曜日、金曜日担当[21] - フリー後も継続していたが2021年3月26日をもってコーナー終了。

#### フリー後
- シャキット!（チバテレ、2019年10月2日 - 2021年3月26日） 水曜MC

##### インターネットテレビ
- みのもんたのよるバズ!（AbemaTV） - ニュースコーナー担当（2018年4月14日 - 2019年6月29日）[22][23]

##### ラジオ
- Miracle!!（bayfm） - 水曜日ピンチヒッター（2018年8月22日 - 9月26日）[24]
- NACK Nパス（NACK5） -パーソナリティ（2019年4月1日 - 2020年3月26日）[25]
- The BAY☆LINE（bayfm） - 木曜パーソナリティ（2020年11月5日 - 2021年2月25日、2021年5月7日）[26]

## ディスコグラフィ

### CD
- サタデーモーニング (2022年7月リリース)